# Toni Kirchmayr
Toni Kirchmayr, nebo také Anton Kirchmeyr, (4. červen 1887, Schwaz - 19. červenec 1965, Innsbruck) byl rakouský malíř a restaurátor.
Narodil se jako syn tesaře. Jeho prvním učitelem byl umělec a básník Alfons Siber (1860-1919), také ze Schwazu, v Hall in Tirol. Poté absolvoval roční výuku u malíře fresek Raphaela Thalera (1870-1947) v Innsbrucku a dokončil další dva roky v mnichovské soukromé umělecké škole Weinhold & Heysmann. 28. října 1905 začal studovat na škole výtvarných umění v Mnichově u Petra Halma (1854-1923). Kirchmayr založil v Innsbrucku malířskou a kreslířskou školu. Mezi jeho žáky byli umělci jako Hans Ebensperger, Martin Häusle, Konrad Honold, Oswald Kollreider, Hermann Pedit a Gottlieb Schuller. Jeho syn Anton Kirchmayr, uměleckým jménem Anton Christian (* 7. února 1940), je také malíř.

## Dílo
- poutní kostel Panny Marie Locherbodenské v Mötzu - fresky, 1914-1916
- kaple na hřbitově Tummelplatz v Innsbrucku - fresky, 1917
- farní kostel Auffach ve Wildschönau - stropní fresky, 1925
- farní kostel sv. Víta v Fulpmes - hlavní oltář, 1928
- farní kostel Nanebevzetí Panny Marie v Bachu - fresky, 1929
- farní kostel ve Wennsu - chór, 1929
- kaple Kreuzbichl ve Vompu, kolem roku 1930
- farní kostel sv. Mikuláše v Neumarktu am Wallersee - stropní freska, 1938
- zámek v Inzingu - obrazy, 1947
- farní kostel sv. Martina v Namlosu - stropní fresky, 1956

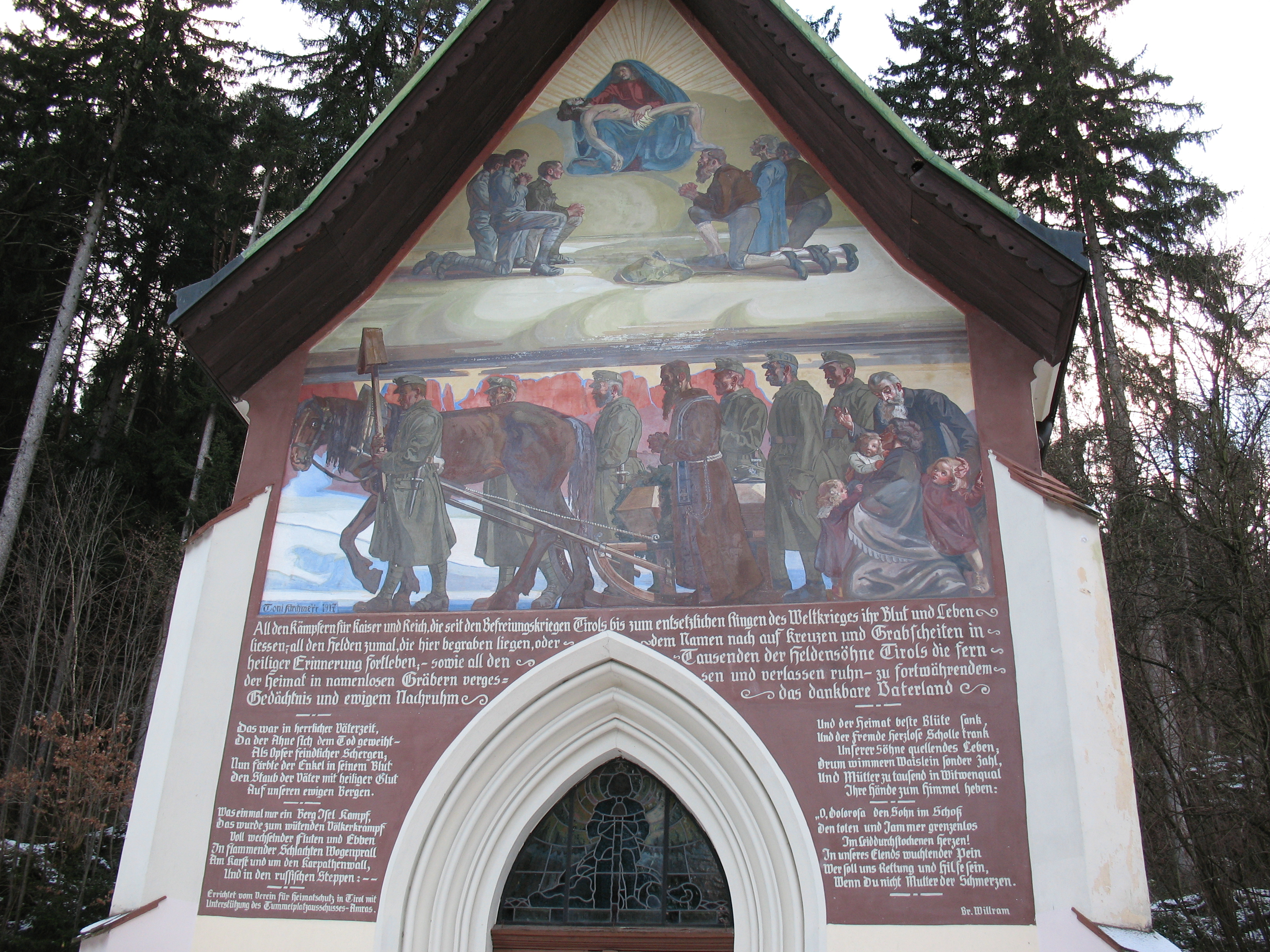
kaple na hřbitově Tummelplatz
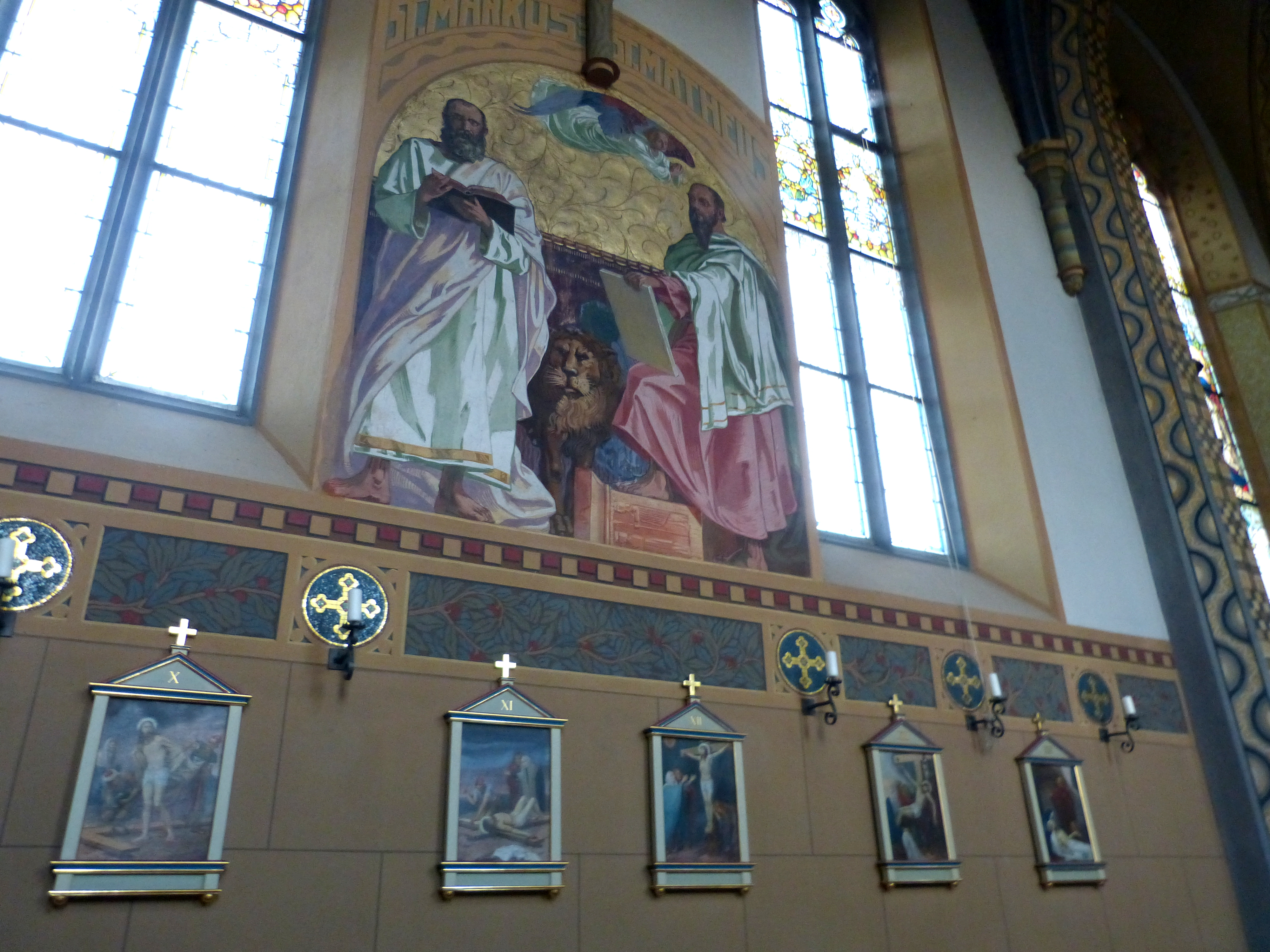
poutní kostel Panny Marie Locherbodenské
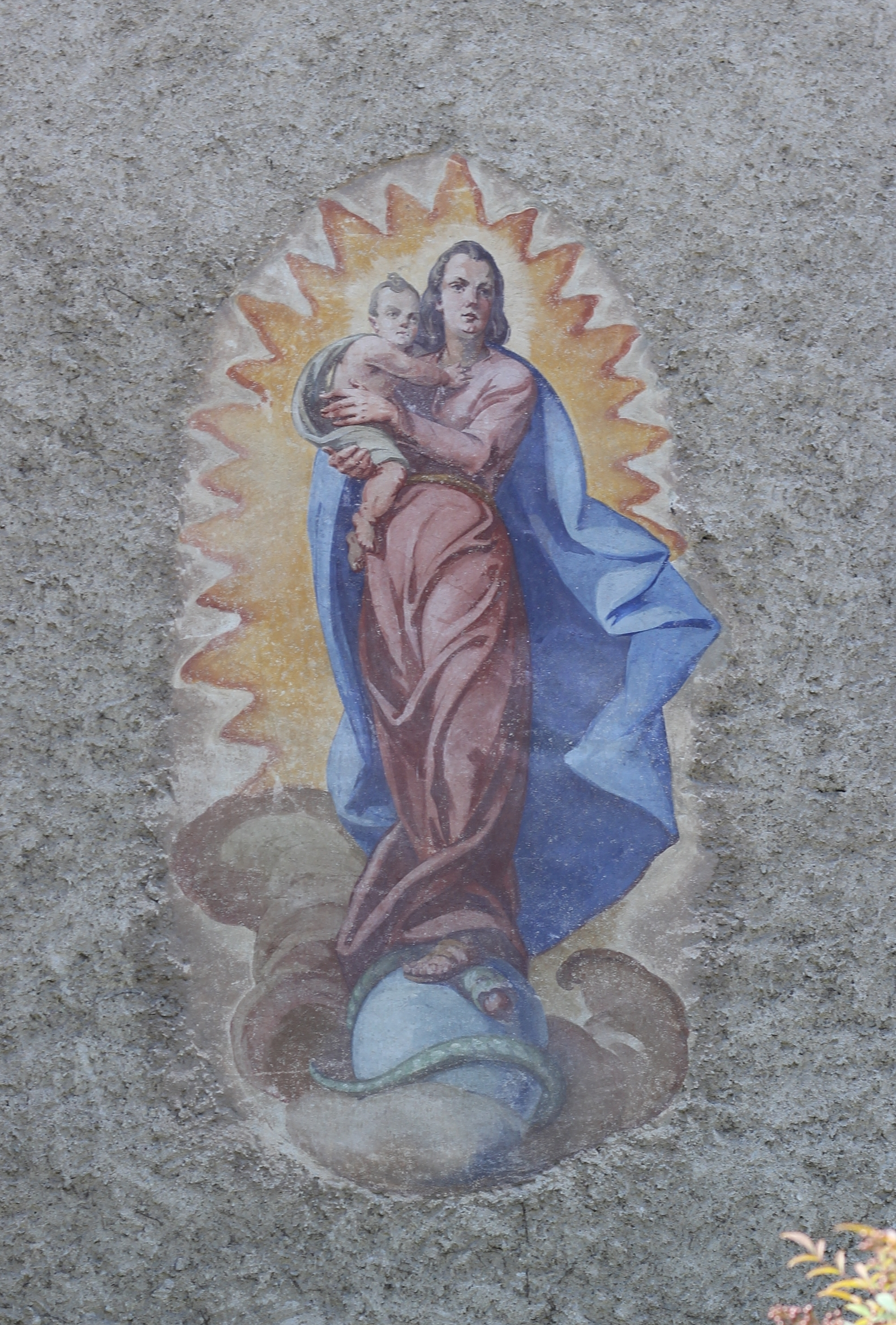
mariánská freska, Lana